# RK Borac Banja Luka
RK Borac Banja Luka é um clube de handebol de Banja Luka, Bósnia e Herzegovina. O clube foi fundado em 1950, competindo inicialmente na liga local. teve na temportada 1975–76 sua melhor fase, ganhando o campeonato europeu.

## Títulos

### EHF
- Campeão: 1975–76

### Liga Iugoslava
- Campeão: 1959, 1960, 1973, 1974, 1975, 1976, 1981

### Liga Bósnia
- Campeão: 2013, 2014, 2015

## Ligações Externas
- Sítio Oficial
- página na EHF